# Loser (Ayreon)
Loser (intitolato Day Sixteen: Loser nell'album) è un singolo del gruppo musicale olandese Ayreon, pubblicato il 26 luglio 2004 come secondo estratto dal sesto album in studio The Human Equation.

## La canzone
Parte integrante del concept narrato in The Human Equation, il testo narra del sedicesimo giorno di coma di Me, durante il quale quest'ultimo riceve visita da Father (interpretato da Mike Baker), il quale lo insulta e lo definisce «perdente»; più avanti si evince che il vero perdente è proprio Father, essendosi sposato più di una volta e avendo intrapreso processi contro ognuna delle due mogli e avendo molti figli la metà dei quali è in prigione. Al termine del brano, Rage (interpretato da Devin Townsend) si risveglia e attacca verbalmente Father, rifiutando le sue parole.

## Tracce
1. Loser (Star One Version) – 3:31 (testo: Arjen Lucassen, Devin Townsend – musica: Arjen Lucassen)
2. How You Gonna See Me Now (Acoustic Cover Version) – 3:52 (Alice Cooper, Bernie Taupin, Dick Wagner) – originariamente interpretata da Alice Cooper
3. Into the Black Hole (Acoustic Live Version) – 4:22 (Arjen Lucassen)
4. Castle Hall (Acoustic Version) – 4:07 (Arjen Lucassen)

## Formazione
- Mike Baker – voce di Father
- Devin Townsend – voce di Rage
- Arjen Lucassen – chitarra elettrica e acustica, basso, mandolino, lap steel guitar, tastiera, sintetizzatore, organo Hammond
- Ken Hensley – organo Hammond, assolo
- Ed Warby – batteria
- Robert Baba – violino
- Marieke van den Broek – violoncello
- John McManus – flauto basso
- Jeroen Goossens – didgeridoo